# Кристоф ван Херевей
Кристоф ван Херевей (на нидерландски: Christophe Van Gerrewey) е белгийски архитект, архитектурен и литературен изкуствовед, и писател на произведения в жанра социална драма и документалистика.

## Биография и творчество
Кристоф ван Херевей е роден на 14 май 1982 г. в Синт Никлас, Белгия. Следва архитектура в катедрата по архитектура и градско планиране на университета в Гент. Пише първата си архитектурна критика в списание De Witte Raaf през четвъртата година от обучението си като инженер-архитект в университета. След дипломирането си започва да пише за архитектура. Едновременно с това следва литературознание и получава междууниверситетска магистърска степен от Католическия университет в Льовен.
В периода 2006 – 2008 г. е гост-лектор в Католическия университет за приложни науки „Карл Велики“ в Антверпен. Оттогава негови текстове за архитектура, литература, сценични изкуства и визуални изкуства са публикувани в различни списания. Пише за съвременните сгради, тяхната скорошна история и интелектуални измерения и връзките им с обществото, философията, изкуството и литературата. През 2008 г. едновременно печели двете награди за млада изкуствоведска критика – в категорията за есе („Бъдещето е тази планина“) на списание Filosofie и за рецензия („Игнорирането е най-големият лукс“) показвайки оригинален и многолик стил.
Получава през 2014 г. докторска степен по архитектура с дисертация на тема „Архитектура – ръководство за потребителя. Теория, критика и история от 1950 г.“, която е върху работата на архитектурния критик и писател Герт Бекерт. От 2015 г. е ръководител на Лабораторията по архитектура, критика, история и теория в Швейцарския федерален технологичен институт в Лозана, където преподава теория на архитектурата. Изнася лекции на конференции и симпозиуми в Париж, Делфт, Ротердам, Порто и Нотингам, и др.
Литературният му дебют е през 2010 г. със сборника разкази „Пет истории за болести“. Първият му роман „Искам да знаеш“ е издаден през 2012 г. В историята на този епистоларен роман главният герой е млад мъж, който е в къща на приятели и се грижи за котката им, докато те са на почивка. Спомняйки си как е бил предишното лято тук с любимата си, която го е напуснала, той започва да ѝ пише писмо, в което описва живота след раздялата им. Той осъзнава, че не може да изпрати това писмо, което става безкрайно дълго, не толкова обръщение, колкото като ексхибиционистично признание или самопроверка, а котката се оказва единственото живо същество, с което може да осъществи контакт. Романът получава Фламандска награда за дебют през 2013 г. и наградата за литература на Европейския съюз за 2016 г.
През 2013 г. е издаден вторият му роман „Закъснял влак“. Той е трагикомичен разказ за пътуване с влак, изграден от преживяванията на пътници, всеки от които има свои собствени притеснения, като символ на съвременното истерично време, в което сякаш нищо не работи и в което гражданинът твърде често е недоволен потребител.
Член е на основната редакционна колегия на литературното списание De Witte Raaf и на списанието за архитектура OASE.
Кристоф ван Херевей живее в Лозана.

## Произведения

### Самостоятелни романи
- Op de hoogte (2012) – Фламандска награда за дебют, награда за литература на Европейския съюз[1]
Искам да знаеш, изд.: ИК „Колибри“, София (2018), прев. Мария Енчева
- Trein met vertraging (2013)[4]
- Werk Werk Werk (2017)

### Сборници
- Vijf ziekteverhalen (2010) – 5 разказа[1]
- Over alles en voor iedereen: 50 essays (2015) – есета

### Документалистика
- 50 Fictieve Gebouwen (2014)[1]
- How Soon Is Now? Ten Problems and Paradoxes in the Work of Dogma (2015)
- Abandon Your Pencils. The Use and Abuse of Architecture Theory for Life (2016)
- Something Completely Different (2017)
- War of the Worlds. Zaha Hadid’s Port House in Antwerp (2017)
- OMA/Rem Koolhaas: A Critical Anthology from Delirious New York to S,M,L,XL (2019)